# Rezerwat przyrody Wełna
Rezerwat przyrody Wełna – wodny rezerwat przyrody położony w województwie wielkopolskim, w powiecie obornickim, w gminie Rogoźno. Zajmuje powierzchnię 10,44 ha.

## Położenie i charakter
Obejmuje odcinek rzeki Wełny o długości 3,5 km pomiędzy mostem we wsi Wełna i mostem w Jaraczu Młynie. Rzeka tworzy tu kilka ostrych, interesujących krajobrazowo, zakrętów. Lewy brzeg jest stromy i porasta go las mieszany, a prawy, najczęściej płaski, zajmują łąki. Dno rzeki jest żwirowate lub kamieniste. Zakręty oraz liczne kamienne progi spiętrzające wodę, nadają górski charakter temu odcinkowi.

## Przyroda
Występują tu liczne okazy fauny i flory charakterystyczne dla środowisk rzek o bystrym nurcie. Występują tu dwa gatunki krasnorostów (hildenbrandia rzeczna i Thorea hispida – drugi wykryto tu po raz pierwszy w Polsce) oraz ciekawe okazy jętek, chruścików, małżów i ślimaków, w tym: skójkowate (skójka malarska, skójka gruboskorupowa i skójka zaostrzona), rozdepka rzeczna i przytulik strumieniowy. Ciekawa jest różnorodność świata owadów, wyjątkowa w Wielkopolsce obecność sieciarki strumycznika (jedyne stanowisko w regionie). Żyją tu też: tygrzyk paskowany, czaik jesienny, szeliniak sosnowy, ogrodnica niszczylistka, osadnik egeria, przestrojnik trawnik, dostojka latonia i rusałkowate. Występują także ryby: kleń, jelec i brzana oraz ptaki: zimorodek, pliszka górska, pluszcz i łabędź. Pojawia się jaszczurka zwinka i są obecne bobry europejskie (nie tworzą żeremi, lecz kopią nory w brzegach). Grzyby reprezentują m.in.: opieńka miodowa, smardze i twardzioszki. Flora reprezentowana jest m.in. przez takie rośliny jak: rogatek sztywny, wywłócznik kłosowy, Fontinalis antipyretica, grzybień biały, strzałka wodna, rdest wężownik, rdest ziemnowodny, psianka słodkogórz, jeżogłówka gałęzista, trzmielina, łoczyga, czworolist, głowienka, glistnik jaskółcze ziele, grążel żółty, kosaciec, żywokost lekarski, trędownik bulwiasty i jasnota. W 1951 przeprowadzono na terenie rezerwatu (wówczas planowanego) szczegółowe badania chruścików. Wykryto ich wtedy 24 gatunki. Najobficiej występowały: Orthotrichia costalis, Oxyethira, Polycentropus flavomaculatus, Cheumatopsyche lepida, Hydropsyche angustipennis, Hydropsyche pellucidula, Triaenodes bicolor, Halesus tesselatus, Halesus digitatus, Lepidostoma hirtum.

## Turystyka
Wełną przebiega popularny szlak kajakowy, co rodzi określone zagrożenia dla przyrody. W Jaraczu funkcjonuje Muzeum Młynarstwa i Wodnych Urządzeń Przemysłu Wiejskiego (południowa końcówka rezerwatu).

## Galeria

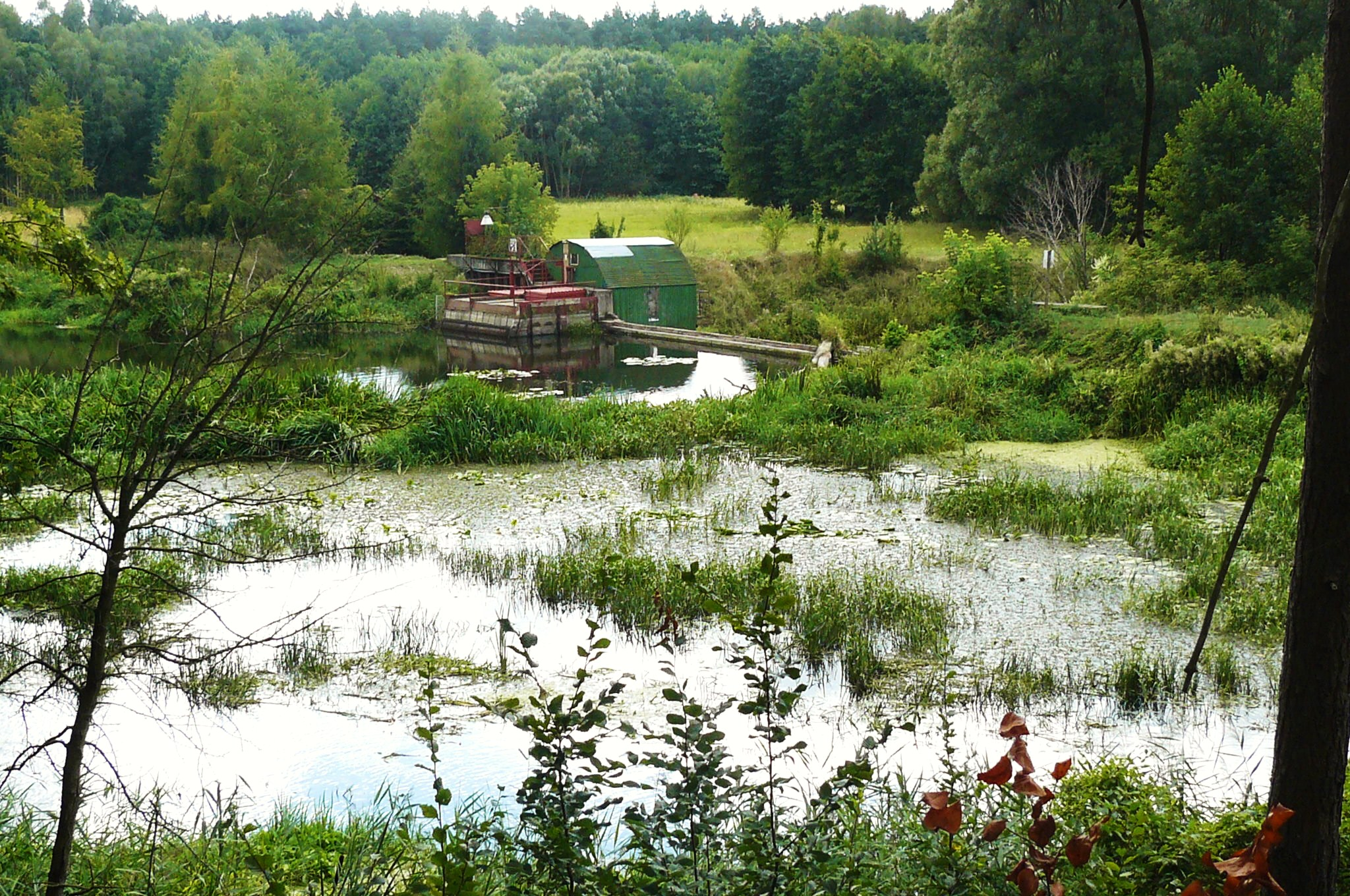
Rozlewiska koło Jaracza
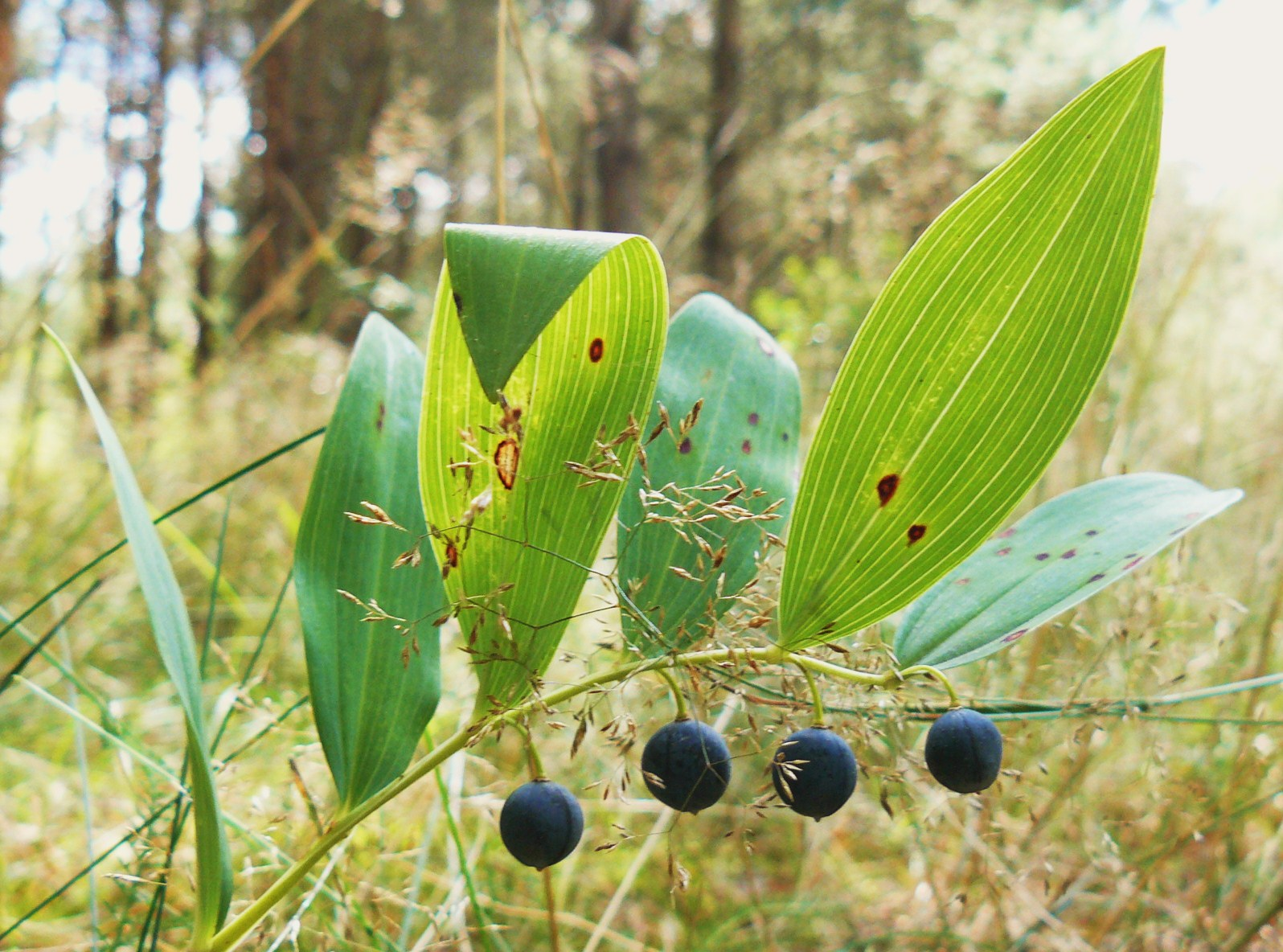
Kokoryczka wonna
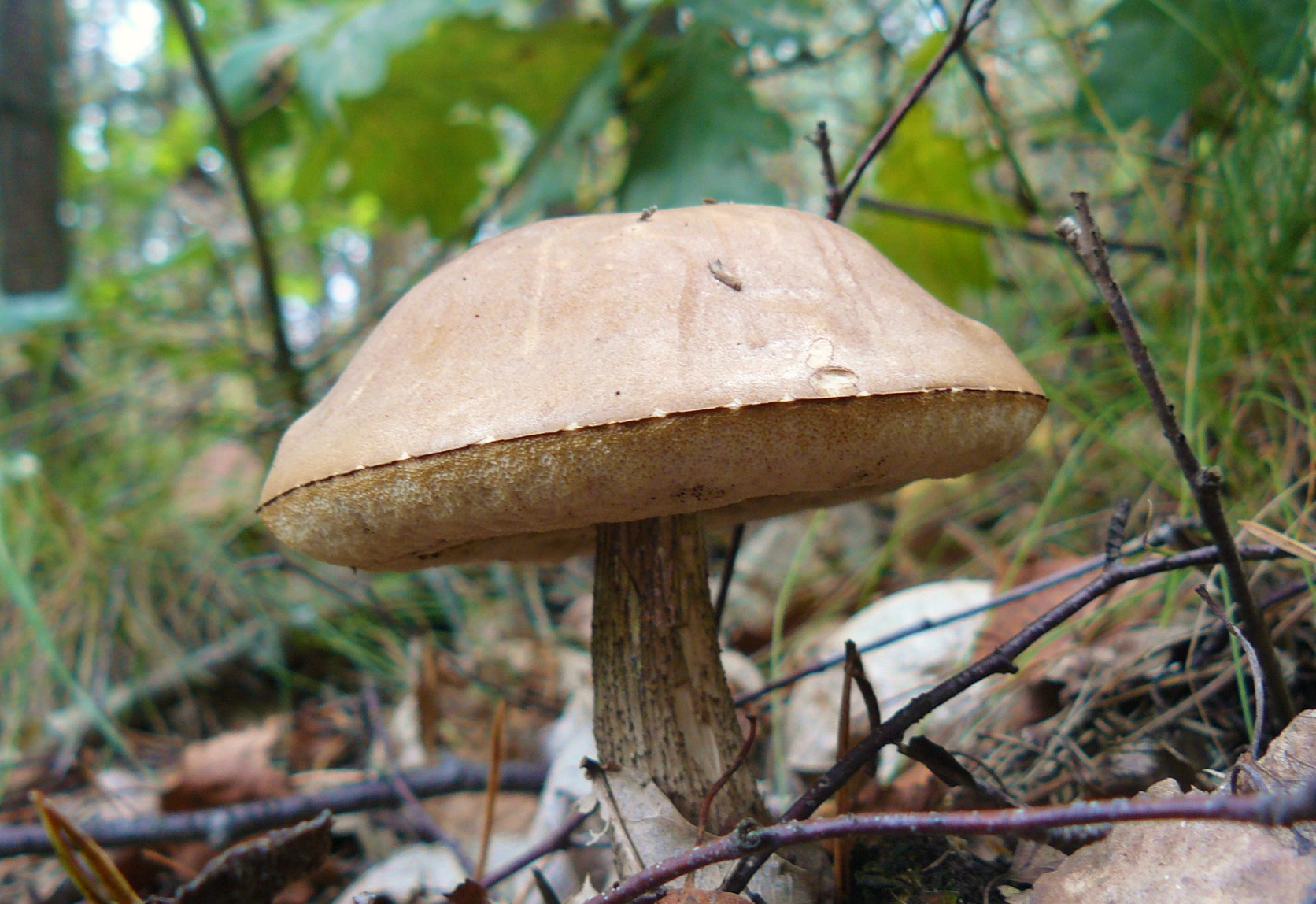
Koźlarz pomarańczowożółty